# Châtillon-en-Diois
Châtillon-en-Diois är en kommun i departementet Drôme i regionen Auvergne-Rhône-Alpes i sydöstra Frankrike. Kommunen ligger i kantonen Châtillon-en-Diois som tillhör arrondissementet Die. År 2022 hade Châtillon-en-Diois 659 invånare.

## Befolkningsutveckling
Antalet invånare i kommunen Châtillon-en-Diois
Referens:INSEE